# Kuwait i olympiska sommarspelen 2004
Kuwait i olympiska sommarspelen 2004 bestod av 6 idrottare som blivit uttagna av Kuwaits olympiska kommitté.

## Friidrott
Damernas 100 meter
- Danah Al Nasrallah - Omgång 1, 13.92 (gick inte vidare)

Herrarnas 400 meter
- Fawzi Al Shammari - Omgång 1, 48.25 s (gick inte vidare)

Herrarnas 800 meter
- Mohammad K Al Azemi - Omgång 1, 1:47.7 (gick inte vidare)

Herrarnas 3 000 meter hinder
- Bashir Ibrahim - Omgång 1, 8:48.65 (NR, gick inte vidare)

Herrarnas släggkastning
- Ali Al-Zinkawi - Omgång 1, 71.06 metres (gick inte vidare)

## Judo
Herrarnas tungvikt (+100 kg)
- Majid M Al-Ali - besegrades i sextondelsfinalen